# Monica Mondardini
Monica Mondardini (Cesena, 26 settembre 1960) è una dirigente d'azienda italiana, attuale amministratore delegato di CIR - Compagnie Industriali Riunite, amministratore delegato della controllata GEDI Gruppo Editoriale fino ad aprile 2018. È inoltre consigliere indipendente di rilevanti società quotate: Crédit Agricole S.A. e Trevi Finanziaria Industriale S.p.A..

## Biografia
Laureata in scienze statistiche ed economiche all'Università di Bologna, ha iniziato la professione di manager nel settore dell'editoria nel 1985 nel Gruppo Fabbri, partecipando a un progetto di sviluppo internazionale. Nel 1990 è approdata in Hachette (Gruppo Lagardère) come direttore della filiale spagnola di Hachette Livre; successivamente è stata nominata Direttore della branche internazionale con sede a Parigi nonché membro del Comitato Esecutivo di Hachette Livre.
Nel 1998 è entrata nel gruppo Assicurazioni Generali in qualità di amministratore delegato di Europ Assistance a Parigi. Due anni dopo è tornata in Italia per assumere la responsabilità del Servizio Pianificazione e Controllo presso la direzione di Generali a Trieste. Nel 2001 si è trasferita a Madrid per assumere l'incarico di amministratore delegato di Generali Espana
Dal 1º dicembre 2008 è diventata amministratore delegato del Gruppo Editoriale L'Espresso, uno dei principali gruppi editoriali del paese. Sotto la sua guida, nonostante il difficile contesto economico e di settore, Espresso è tra le poche aziende editoriali italiane con un bilancio in utile . Nel 2017 ha condotto l’operazione di integrazione di Itedi (editore dei quotidiani La Stampa e Il Secolo XIX) nel Gruppo Editoriale L'Espresso, divenuto GEDI Gruppo Editoriale, una delle principali realtà nell’informazione quotidiana e multimediale in Italia.
Il 20 maggio 2010 è stata nominata componente del consiglio di amministrazione della banca francese Crédit Agricole.
Nel 2012 diventa amministratore delegato della CIR (Compagnie Industriali Riunite), holding che controlla Sogefi S.p.A., di cui è presidente, GEDI Gruppo Editoriale, di cui è vice presidente, e KOS S.p.A., di cui è consigliere. Nello stesso anno entra a far parte del CdA di Atlantia, dal quale si dimette nel febbraio del 2019. Due anni prima, nel 2017, ha lasciato la presidenza di Aeroporti di Roma. Nell'aprile del 2020  entra nel consiglio di amministrazione di Hera.

## Premi e riconoscimenti
Nel 2014 Monica Mondardini è stata nominata "Personalità italiana dell'anno" in Francia dall'Ambasciata e dalla Camera di Commercio francesi in Italia .